# Cixidia parnassia
Cixidia parnassia är en insektsart som först beskrevs av Stsl 1859.  Cixidia parnassia ingår i släktet Cixidia och familjen vedstritar. Inga underarter finns listade i Catalogue of Life.